# Metopoceras agnellus
Metopoceras agnellus là một loài bướm đêm trong họ Noctuidae.